# Achyropappus
Achyropappus là một chi thực vật có hoa trong họ Cúc (Asteraceae).

## Loài
Chi Achyropappus gồm các loài: